# United Buddy Bears

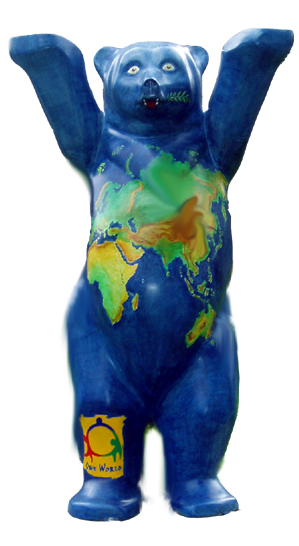
One-World Buddy Bear

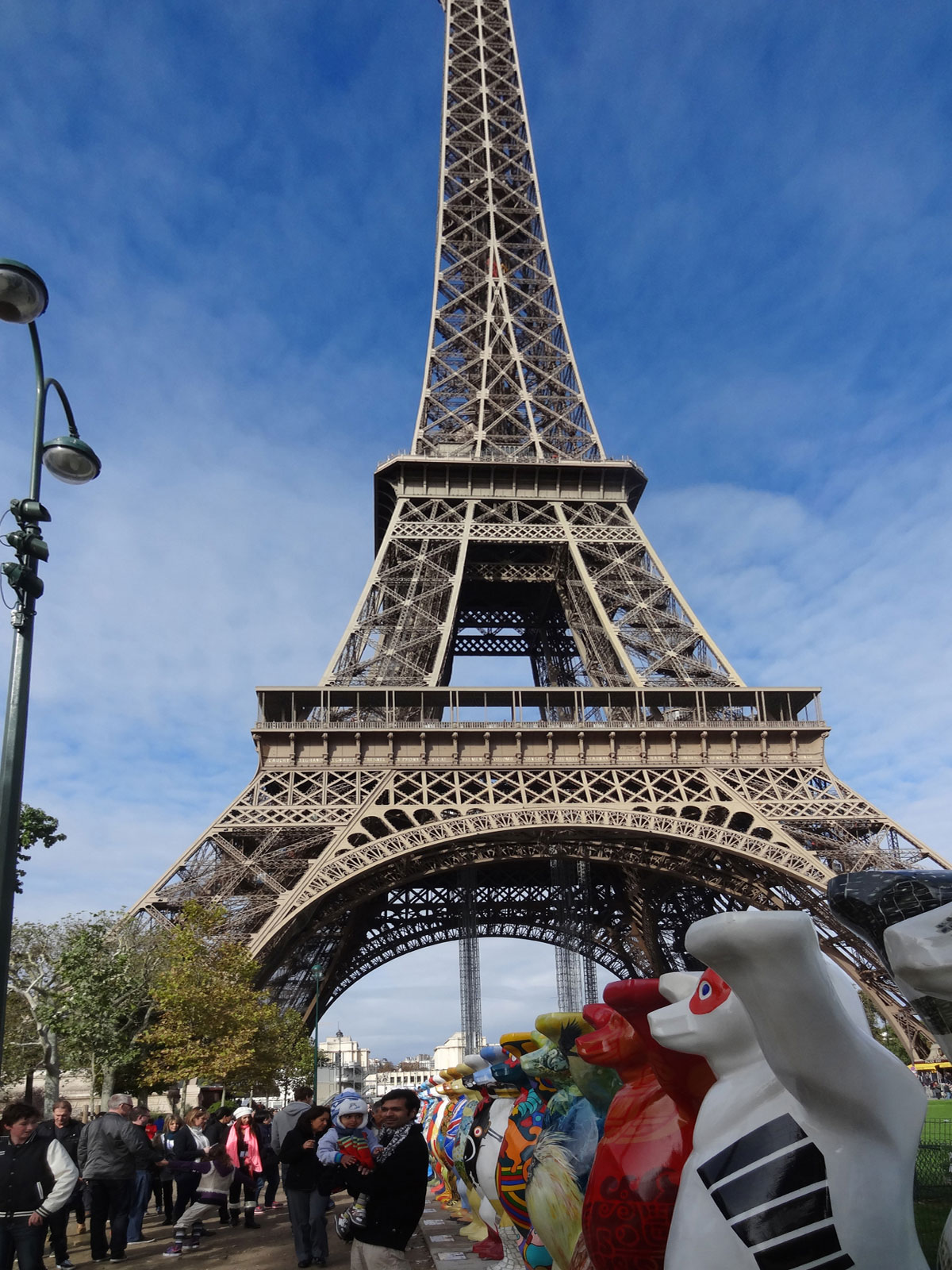
United Buddy Bears - París 2012

L'Os Buddy (Buddy = company, amic) (anglès: Buddy Bear) és una escultura d'un os de mida real, pintat de manera individual, fet de plàstic resistent a la intempèrie i reforçat amb fibra de vidre. Va ser dissenyat el 2001 per part de l'Eva i en Klaus Herlitz juntament amb l'escultor austríac Roman Strobl.
L'any 2001 es van pintar aproximadament uns 350 ossos, que es van exposar als carrers de Berlín. L'any 2002 es va dur a terme un altre concepte que anava més enllà: El Cercle dels United Buddy Bears.

## United Buddy Bears

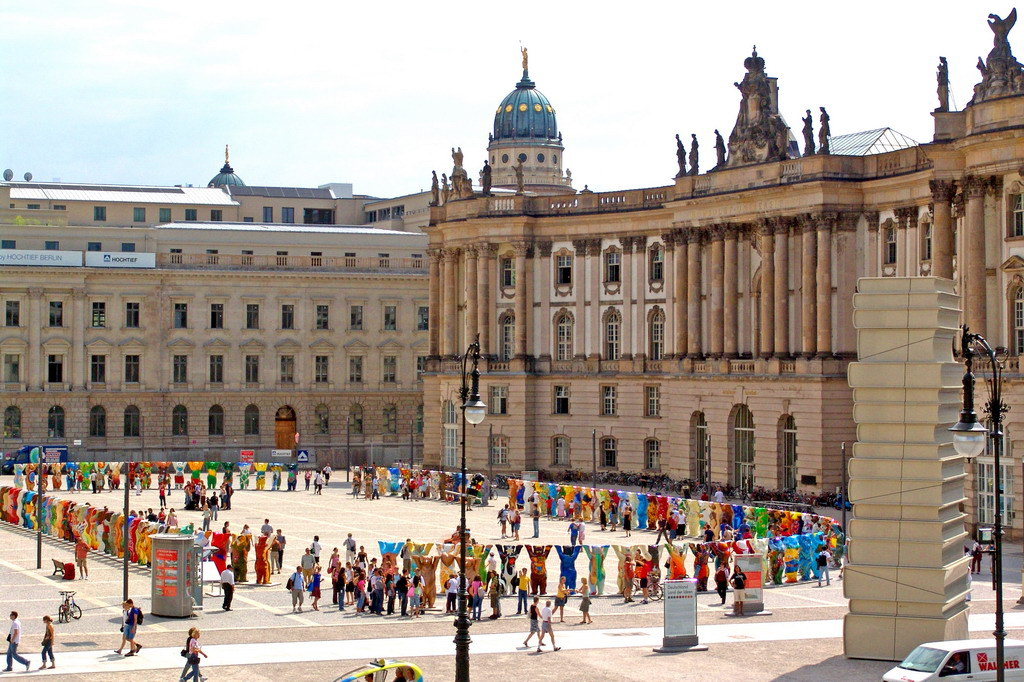
United Buddy Bears - Berlín 2006

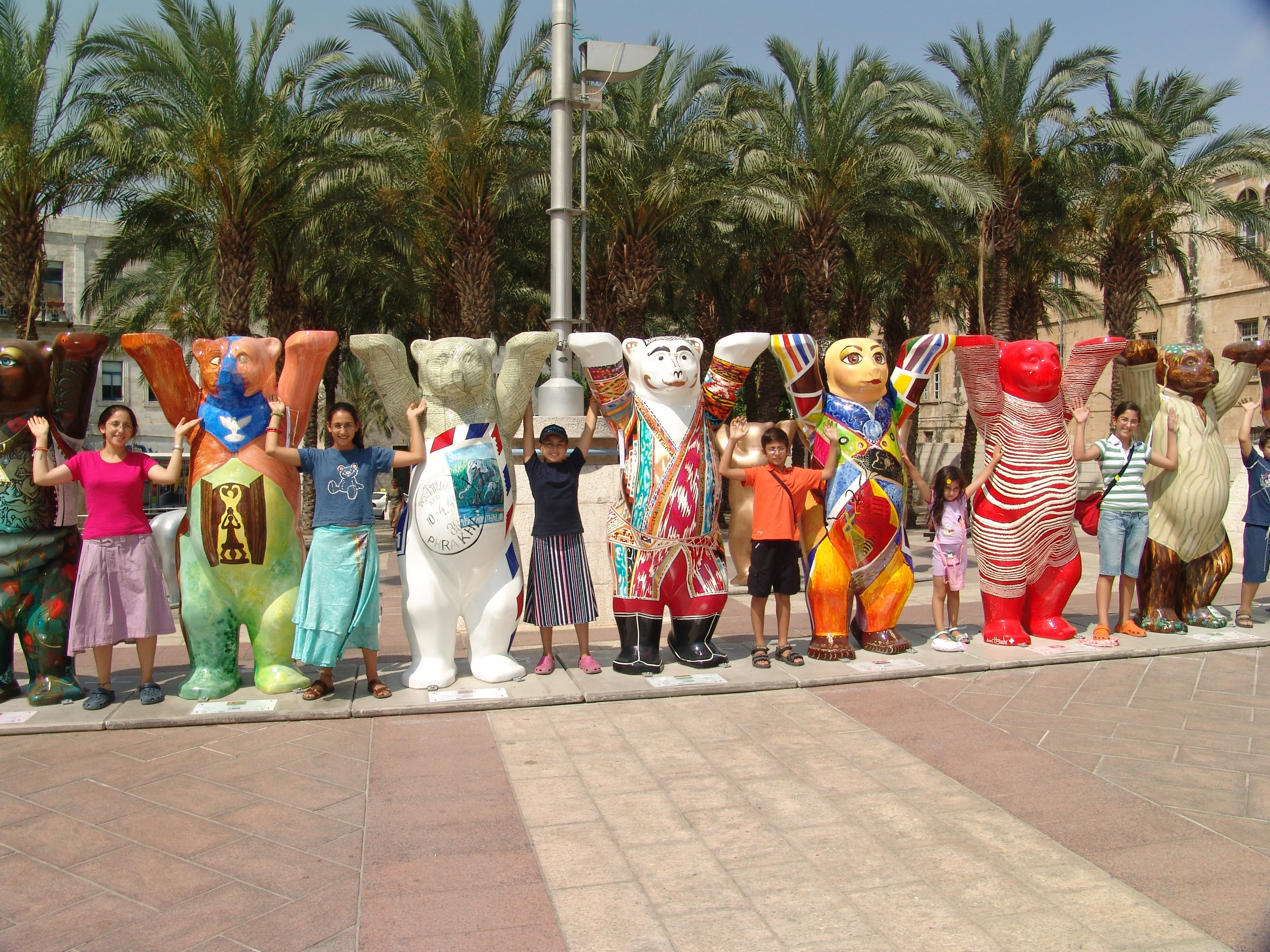
United Buddy Bears - Jerusalem 2007

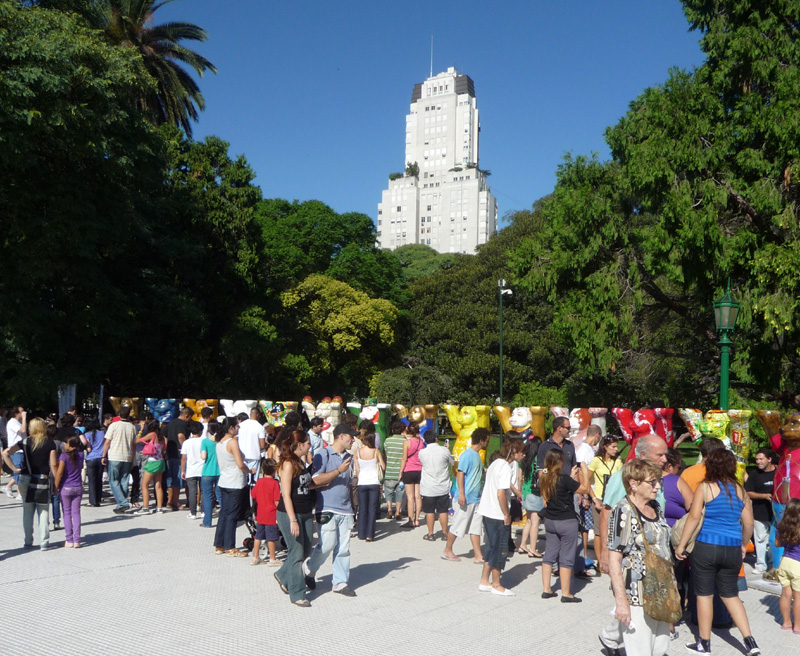
United Buddy Bears - Buenos Aires 2009

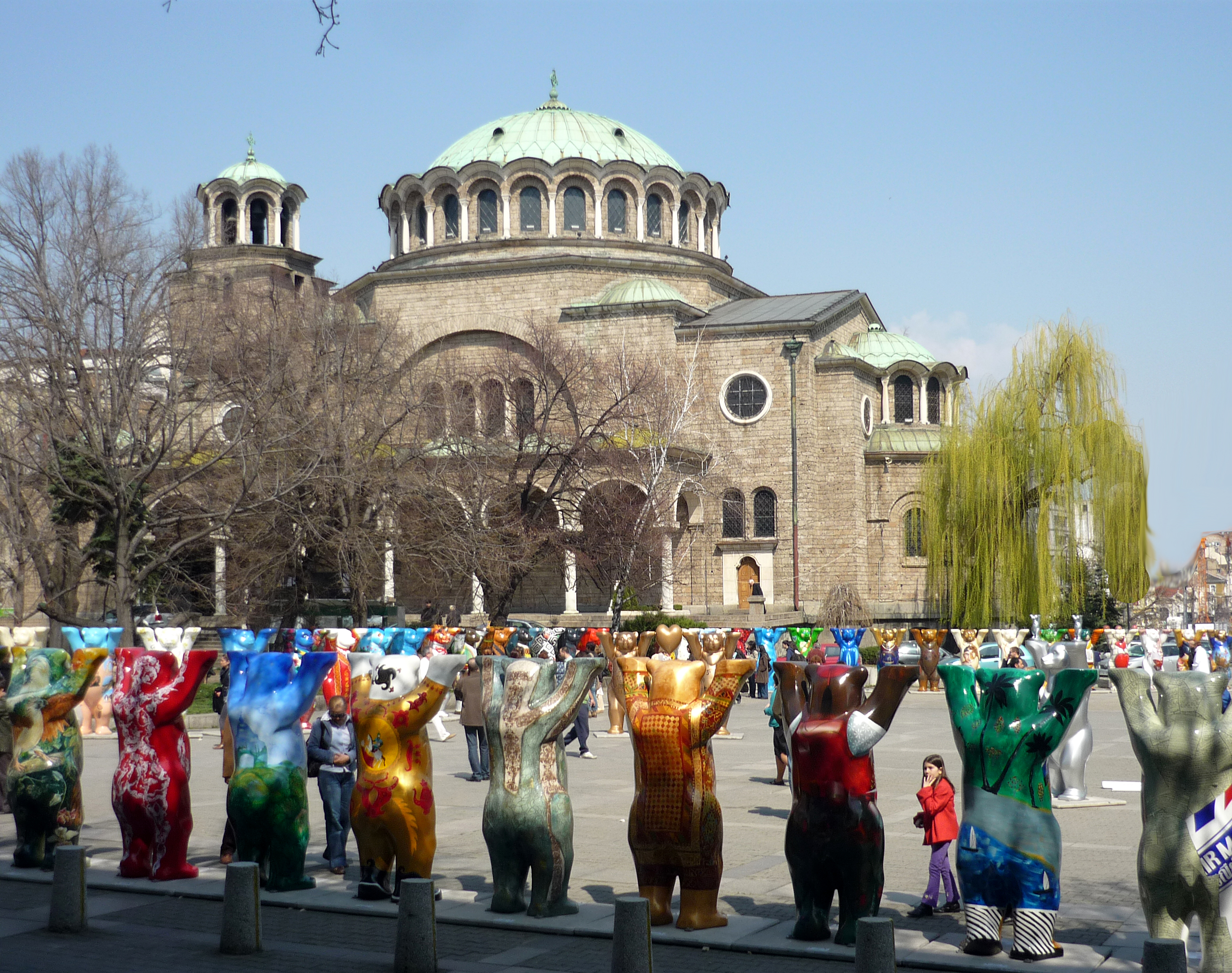
United Buddy Bears - Sofia 2011

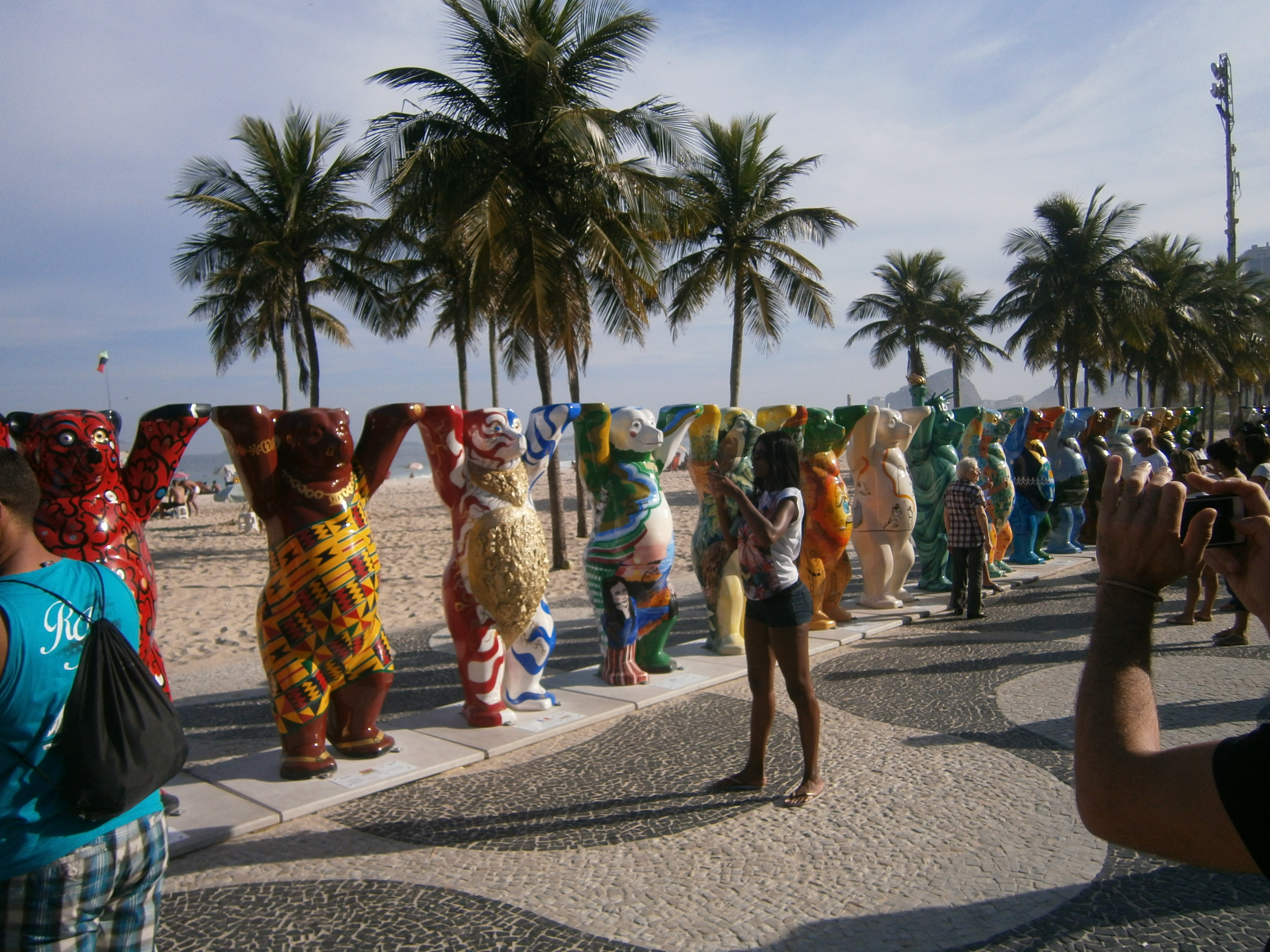
United Buddy Bears – Rio de Janeiro, Copacabana 2014

Els United Buddy Bears (Ossos Amics Units) demanen la tolerància i la comprensió entre els pobles amb el seu missatge «Cal que ens coneixem millor, aleshores ens podrem comprendre millor, podrem confiar més els uns en els altres i conviure millor». Des del 2003 els podem trobar presents en les exposicions de moltes grans ciutats del món mostrant-se a favor d'una convivència pacífica. Sense arribar a pronunciar cap paraula s'adrecen en totes les llengües del món a totes les persones que els van a veure.
Els United Buddy Bears formen un cercle de 150 escultures d'ossos, que es corresponen amb cadascun dels països presents a les Nacions Unides. Cada escultura va ser pintada per un artista per al seu país natal. Els motius i els estils autòctons simbolitzen el caràcter que hi ha al darrere de cada país en qüestió. D'aquesta manera els ossos reflecteixen les diferents cultures, històries i formes de viure.
Les exposicions es troben sempre als carrers més cèntrics d'una metròpoli. Són de lliure accés i no cal pagar cap entrada per visitar-les. Fins ara s'han arribat a comptabilitzar 40 milions de visitants.
El patrocini sovint el porten persones conegudes dels àmbits de la política i de la cultura. com ara és el cas d'en Peter Ustinov (2003), ambaixador de bona voluntat d'UNICEF, en Jackie Chan (2004) o la Mia Farrow (2006).

### Estacions de la gira mundial fins ara
Els United Buddy Bears han omplert els titulars dels diaris amb termes com ara «ambaixadors d'un món lliure». Aquests ossos, producte d'un procés de creació artística, fan dos metres d'alçada i 50 kg de pes i van sortir de Berlín l'any 2004 fent via cap a tot el món. Ja s'han presentat a aquestes ciutats:
- 2002 / 2003: Berlín
- 2004: Kitzbühel (Àustria), Hong Kong, Istanbul
- 2005: Tòquio, Seül
- 2006: Sydney, Berlín, Viena
- 2007: El Caire, Jerusalem
- 2008: Varsòvia, Stuttgart, Pyongyang[5]
- 2009: Buenos Aires,[6] Montevideo[7]
- 2010: Berlín,[8] Astanà, Hèlsinki[9]
- 2011: Sofia, Berlín, Kuala Lumpur
- 2012: Nova Delhi, Sant Petersburg,[10] París[11]
- 2013: Iekaterinburg
- 2014: Rio de Janeiro[12]
- 2015: L'Havana,[13] Santiago de Xile
- 2016: Penang[14]
- 2017 / 2018: Berlín
- 2018: Riga[15]
- 2019: Antigua (Guatemala), Ciutat de Guatemala[16]
- 2020 / 2022: Tierpark Berlin a Friedrichsfelde

Aquestes són algunes de les ciutats dins del programa: Barcelona, Los Angeles, Dubai i Brasília.

### Moments força significatius en algunes de les exposicions
- 2005 a Tòquio: Inauguració de l'exposició per part del president d'Alemanya, Horst Köhler, i del primer ministre japonès, Junichiro Koizumi.

- 2005 a Seül: Per primer cop es van exposar ossos de Corea del Nord i Corea del Sud, junts els uns al costat dels altres i de forma pacífica, que havien estat creats per artistes de totes dues Corees.

- 2007 a Jerusalem: Palestina va ser present per primer cop en aquesta exposició d'unió entre els pobles i ho va fer en igualtat de condicions que 138 països més. El Buddy Bear de Palestina el va fer l'Ibrahim Hazimeh, president del Comitè Nacional Palestí d'Arts Plàstiques a la AIAP / UNESCO.

- 2008 a Pyongyang: Per primer cop té lloc a Corea del Nord una exposició internacional d'art oberta a tothom.

### Observacions
A l'octubre de 2007 el secretari general de les Nacions Unides, Ban Ki-moon, va elogiar les exposicions dels United Buddy Bears afirmant que «mostren una gran creativitat dels artistes de molts països diferents», amb la qual cosa «trameten al món un missatge de pau i d'harmonia».

## Ajudes per a nens necessitats
La caritat és una base fonamental d'aquesta iniciativa no comercial. Les exposicions acostumen a ser gratuïtes. Els United Buddy Bears i l'ajuda per a nens necessitats que pateixen han passat a formar part d'una unitat indestructible. De manera que fins ara s'han arribat a arreplegar 2.5 milions d'euros a favor d'UNICEF i de diverses organitzacions locals d'ajut als nens.